# Anomodon
Anomodon là một chi rêu trong họ Thuidiaceae.